# Жорж Садуль
Жорж Саду́ль (фр. Georges Sadoul, 4 лютого 1904, Нансі — 13 жовтня 1967, Париж) — французький історик кіно і критик.
Починав як сюрреаліст. Прийнявши комуністичні переконання, в 1932 році вступив в Французьку комуністичну партію. Брав участь в Русі Опору. Співробітник підпільної газети «Летр франсез» (1939–1945), «Юманіте».
У газеті «Lettres Françaises» розмістив «Interview de A. Dovjenko» (1956). Садуль автор чотиритомової «Histoire générale du Cinema» (1945-54; російський переклад «Всеобщая история кино», 1958 — 63) й однотомової історії кіномистецтва, в яких є огляди радянського кіна, зокрема характеристика творчості О. Довженка.
Керував фільмотекою Франції (Cinémathèque Française).
Професор Інституту вищої кіноосвіти (IDHEC) та Інституту фільмології. Доктор мистецтвознавства (Інститут історії мистецтв АН СРСР, 1956). Автор сценаріїв фільмів «Народження кіно» (1946) і «Великий парад Чарлі» (1948).

## Книги
- Жорж Садуль. Всеобщая история кино. — Екатеринбург : Искусство, 1958. (рос.)
- Ж. Садуль. История киноискусства., 1957. (рос.)
- Жорж Садуль. Жизнь Чарли. — второе, дополненое. — Прогресс, 1965. (рос.)
- Georges Méliès (1961) (фр.)
- Louis Lumière (1964) (фр.).